# 램 드라이브
램 드라이브(RAM drive), 램 디스크(RAM disk) 또는 주 기억 장치 활용 저장법은 디스크가 아닌 램(DRAM, 플래시 등)을 이용하여 디스크 드라이브를 구현하는 방식으로 하드웨어 방식과 소프트웨어 방식이 있다.
- 하드웨어 방식: 휘발성 종류의 솔리드 스테이트 드라이브를 가리킨다. - 데이터 저장 하드웨어의 전형화된 부분 (예: i-RAM)
- 소프트웨어 방식: 램을 보조 기억 장치로 활용하는 소프트웨어를 줄인 말. - 하드 드라이브를 대신하는 역할 (가상 디스크)

기존의 기계적 방식의 디스크 드라이브에 비해 이러한 방식들은 모두 접근 시간이 매우 짧다는 특징을 가진다.

## 특징
테이프 드라이브, 플로피 디스크, 하드 디스크 드라이브 등의 장치는 미디어의 회전이나 접근하는 헤드의 이동과 같은 기계적 구동이 많아, 진동, 소음, 발열, 마모 등의 문제가 있다. 게다가 헤드를 목적의 위치로 이동하는 데 일정한 시간이 필요하고, 읽기/쓰기는 주기억장치에 견주어 속도가 느리다.
램 디스크는 휘발성 반도체 메모리를 사용하여 속도가 빠르고, 진동, 소음, 마모 등의 결점이 없는 저장 기능을 제공한다. 또, 발열도 하드 디스크 드라이브보다 적다. 한편, 램을 이용하여 기록 정보를 보관하고 유지하려면 외부로부터 전원이 꾸준히 공급되어야 하고, 또 자기/빛을 이용하는 여러 기록 미디어에 견주어 용량당 비용이 비싸다는 결점이 있다. 따라서 보통 일시적인 기억 매체로 이용하는 것이 일반적이다. 이를테면, 인터넷 임시 기억장소로도 자주 쓴다.
게다가 플래시 디스크나 각종 메모리 카드 등도 이와 같이 반도체 메모리를 저장 매체로 이용하고 있지만, 이들은 플래시 메모리를 채용하고 있어 전원을 꺼도 정보가 보관·유지되므로 램 디스크와 다르다.

## 역사
마이크로컴퓨터의 최초의 소프트웨어 램 드라이브는 영국의 제리 칼린이 1979/1980년에 발명, 작성하였다. 실리콘 디스크 시스템이라는 이름의 소프트웨어는 JK 시스템즈 리서치에 의해 상용 제품으로 개발되었다.
실리콘 디스크는 1980년, 처음에는 CP/M 운영 체제용으로, 나중에는 MS-DOS용으로 시작되었다.
IBM은 1984년 8월 VDISK.SYS라는 이름의 램 드라이브를 PC DOS에 추가하였으며, 이는 확장 메모리를 사용하는 최초의 도스 구성 요소였다. VDISK.SYS는 마이크로소프트의 MS-DOS에서는 사용할 수 없었는데 PC DOS의 초기 버전의 수많은 구성 요소와 달리 IBM에 의해 작성되었기 때문이다. 마이크로소프트는 비슷한 프로그램인 RAMDRIVE.SYS를 MS-DOS 3.2 (1986년 출시)에 도입하여 확장 메모리를 사용할 수 있었다. 이는 윈도우 7에서 중단되었다.
램 드라이브의 혁신은 1986년에 이루어졌지만 일반화된 것은 1987년 페리 키볼로위츠에 의해서인데, 아미가OS가 램 드라이브를 이용하여 대부분의 충돌과 재부팅에서 생존할 수 있었다.
수많은 유닉스 및 유닉스 계열 운영 체제들은 리눅스의 /dev/ram처럼 특정 형태의 램 드라이브 기능을 제공하고 있다.

## 같이 보기
- 캐시
- 솔리드 스테이트 드라이브
- TMPFS: 램에 파일을 저장하는 또다른 방법